# Evedon
Evedon – wieś w Anglii, w Lincolnshire, w dystrykcie North Kesteven, w civil parish Ewerby and Evedon. Leży 26,8 km od Lincoln i 167,6 km od Londynu.
W 1921 roku civil parish liczyła 81 mieszkańców. Evedon jest wspomniana w Domesday Book (1086) jako Evedune.